# Mesocnemis
Mesocnemis – rodzaj ważek z rodziny pióronogowatych (Platycnemididae).

## Podział systematyczny
Do rodzaju należą następujące gatunki:
- Mesocnemis dupuyi Legrand, 1982
- Mesocnemis robusta (Selys, 1886)
- Mesocnemis saralisa Dijkstra, 2008
- Mesocnemis singularis Karsch, 1891
- Mesocnemis tisi Lempert, 1992